# Zagłębocze
Zagłębocze – przysiółek wsi Czaniec w Polsce, położony w województwie śląskim, w powiecie bielskim, w gminie Porąbka.
W latach 1975–1998 przysiółek administracyjnie należał do województwa bielskiego.